# Бангладешско-малийские отношения
Бангладешско-малийские отношения — двусторонние дипломатические отношения между Бангладешем и Мали.

## Бангладешские миротворцы в Мали
Бангладешские миротворцы были развёрнуты в Мали с апреля 2014 года в рамках многопрофильной комплексной миссии Организации Объединённых Наций по стабилизации в Мали, когда первый контингент из 112 военнослужащих бангладешской армии покинул Дакку в Мали. В конечном итоге шесть бангладешских контингентов были задействованы в миссии на этапах, состоящих из 1446 человек. Контингенты включали в себя батальон армии Бангладеш и военно-морское подразделение. Кроме того, в миссии работали два сигнальных блока (один инженерный и один транспортный).

## Экономические отношения
Бангладеш и Мали проявили взаимную заинтересованность в расширении двусторонней торговли и инвестиций. Мали проявляет большой интерес к импорту удобрений из Бангладеш. С другой стороны, поскольку Мали является крупным производителем хлопка, Бангладеш выразил глубокую заинтересованность в импорте огромного количества хлопка для своей крупной текстильной промышленности. Бангладешская одежда, фармацевтические препараты, джут и чай были определены в качестве потенциальных продуктов на рынке Мали. Была подчёркнута необходимость обмена деловыми делегациями между двумя странами для укрепления двусторонних экономических отношений. Кроме того, было предложено создать совместный экономический совет.
В 2014 году Бангладешская комиссия по тарифам подготовила технико-экономическое обоснование выгод от подписания новых соглашений о свободной или преференциальной торговле с африканскими государствами и рекомендовала Мали вместе с Нигерией быть наиболее перспективными странами для подписания таких соглашений.